# Тренькинская пещера
Тренькинская пещера (другие названия: Сосьвинская, Граничная) — небольшая карстовая пещера в Североуральском городском округе Свердловской области. Находится на правом берегу бывшего русла реки Сосьвы, в 6 километрах к северо-востоку от посёлка Черёмухово. Относится к Североуральскому спелеорайону, Сосьвинскому подрайону. Пещера лабиринтного типа, имеет 4 входа. Протяжённость ходов — 175 метров, средняя ширина ходов — 1—2 метра, высота — около 3 метров. В одном из гротов дальней части находится небольшое озеро. Обнаружены редкие летучие мыши: ночницы Брандта и прудовая. В западной части входного грота найдены обломки керамической посуды, отнесенные к лозьвинской культуре эпохи поздней бронзы, а также каменные орудия труда, кости лося, медведя и северного оленя. Находки свидетельствуют об использовании сухого грота древними охотниками в конце II — начале I тыс. до н. э. На глубине до 1 м найдены кости мамонта, бизона, лошади, шерстистого носорога. Геоморфологический и археологический памятник природы.